# Горхон (Бурятія)
Горхон (рос. Горхон) — селище Заіграєвського району, Бурятії Росії. Входить до складу Сільського поселення Горхонське.
Населення — 1463 особи (2015 рік).